# Tribunal (arquitectura)
El tribunal és l'espai físic (edificació, sala o part d'aquesta) que ocupa una o diverses persones, civils (no eclesiàstiques) o eclesiàstiques, destinat a administrar justícia i dictar sentències. Sovint les persones se situen sobre una estrada. El mot procedeix dels tribuns (tribunus), magistrats a l'antiga Roma.
En especial, en temps pretèrits, tribunal es referia a la part absidal d'una basílica civil romana o bé, en l'alta edat mitjana, d'una basílica cristiana, lloc on a l'època se celebraven judicis. Generalment aquesta part de l'absis es trobava enlairada respecte a la resta.
Moltes vegades el tribunal està ocupat per un setial de pompa.